# Атаев, Ахмет Дидарович
Ахмет Дидарович Атаев (туркм. Ahmet Didarowiç Ataýew; 19 сентября 1990, Багир, Ашхабадский район, Туркменская ССР) — туркменский футболист, опорный полузащитник, капитан футбольного клуба «Алтын Асыр» и национальной сборной Туркменистана.

## Карьера
Начал заниматься футболом с 6 лет. Первый тренер Атамурад Джумамурадов в ДЮСШ села Багир (Ахалский велаят).

### Клубная
С 2007 по 2010 год выступал за ашхабадский «Талып спорты».
Первую половину сезона 2011 года провел в футбольном клубе «Ашхабад». Вторую часть в ашхабадском МТТУ, в составе которого в 2011 году впервые выиграл Кубок Туркменистана, а в 2013 году впервые стал чемпионом Туркменистана.
С 2014 года играет за ашхабадский «Алтын Асыр». В составе которого в 2014 и 2015 году выиграл звание чемпиона Туркменистана, и Кубок Туркменистана 2015, а также Суперкубок Туркменистана 2015. За сезон забил 11 голов. По окончании сезона 2015 был признан лучшим игроком чемпионата Туркменистана, а также вошёл в топ-10 спортсменов 2015 года в Туркменистане.

### В сборной

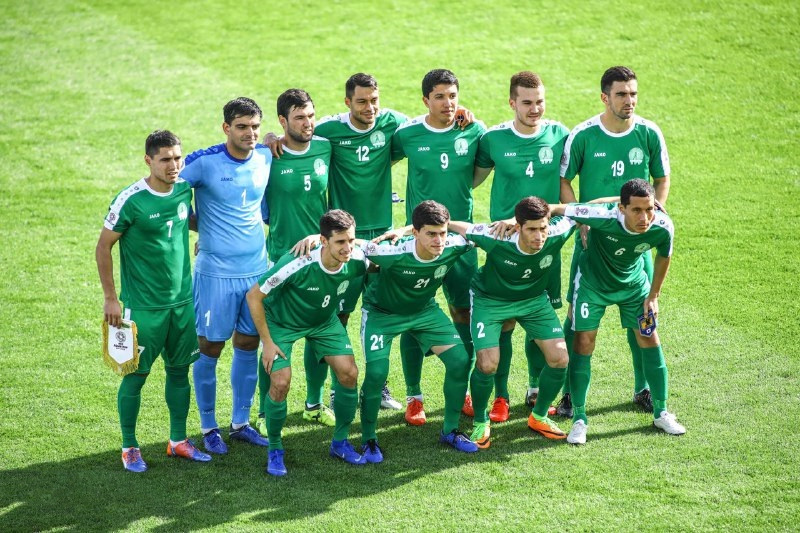
Кубок Азии 2019

Призывался в олимпийскую сборную Туркменистана, на отборочные матчи Олимпиады 2012 в Лондоне.
За национальную сборную дебютировал в 2012 году в товарищеском матче против Румынии. С 2015 года является капитаном сборной Туркменистана.
В декабре 2018 года был включён в заявку на Кубок Азии 2019. 9 января в первом матче группового этапа против Японии отличился голом на 79 минуте игры, пробив пенальти. В итоге сборная Туркменистана уступила 2:3.

## Достижения
Туркменистан
- Финалист Кубка вызова АФК: 2012

МТТУ
- Кубок Туркменистана: 2011
- Чемпион Туркменистана: 2013

«Алтын Асыр»
- Чемпион Туркменистана: 2014, 2015
- Суперкубок Туркменистана: 2015
- Кубок Туркменистана: 2015

### Личные
- Лучший игрок чемпионата Туркменистана 2015